# EUTM Somalia

EUTM Somalia

Die EUTM Somalia (European Union Training Mission in Somalia) ist eine seit dem 10. April 2010 bestehende multinationale Beratungs- und Ausbildungsmission der Europäischen Union in der somalischen Hauptstadt Mogadischu, bei der das somalische Verteidigungsministerium beraten und Soldaten ausgebildet werden. Ziel der Mission ist die Stärkung der somalischen Streitkräfte, um zur Stabilisierung des Staates beizutragen und den Einflussbereich der radikalislamischen al-Shabaab-Milizen einzudämmen.
Die Bundeswehr beteiligte sich bis Ende März 2018 mit bis zu 20 Soldaten an dieser Mission.

## Entstehung, Mandat und Politischer Rahmen
Uganda begann auf Grundlage eines Beschlusses des UN-Sicherheitsrates
2009 mit seiner Armee die somalischen Streitkräfte aus Sicherheitsgründen nicht in ihrer Heimat, sondern in Uganda auszubilden, stieß jedoch an fachliche und organisatorische Grenzen. Daraufhin erfolgte am 5. Januar 2010 eine offizielle Anfrage des ugandischen Verteidigungsministers auf Unterstützung an die Europäische Union. Im Rahmen der Gemeinsamen Sicherheits- und Verteidigungspolitik beschloss die Europäische Union am 25. Januar 2010 dieser Anfrage nachzukommen. Im April 2010 startete die Mission in Bihanga in Uganda. Dort wurden von 2010 bis 2013 etwa 3600 Soldaten ausgebildet.
Anfang 2013 verlängerte der Rat der Europäischen Union den Einsatz bis März 2015. Dabei wurde auch entschieden, den Fokus des Einsatzes schrittweise von Uganda nach Somalia zu verlagern. Zum Jahreswechsel 2013/2014 verlegte die Mission schließlich vollständig von Bihanga nach Mogadischu in Somalia.
Im Deutschen Bundestag stimmten am 3. April 2014 insgesamt 471 Abgeordnete für eine Entsendung von bis zu 20 Bundeswehrsoldaten für die europäische Ausbildungsmission EUTM Somalia bis zum 31. März 2015. Es gab 118 Gegenstimmen und zwei Enthaltungen.
Der Bundestag beschloss am 26. März 2015 mit 454 „Ja“ (mehrheitlich CDU/CSU und SPD) und 115 „Nein“ Stimmen (mehrheitlich Grüne und die Linke) in namentlicher Abstimmung für die Fortsetzung der deutschen Beteiligung an der Mission bis März 2016.
Die Bundeswehr schult in Mogadischu vor allem Führungskräfte und Ausbilder der somalischen Armee und berät das somalische Verteidigungsministerium. Eine Begleitung und Unterstützung der somalischen Streitkräfte in Einsätzen findet nicht statt.
Zuletzt verlängerte der Rat das Mandat der Mission am 16. März 2015 bis zum 31. Dezember 2016.
Ende 2018 wurde das deutsche Kontingent aufgrund der schwierigen Sicherheitslage komplett abgezogen. Das letzte Kontingent hatte eine Stärke von 5 Soldaten.

## Auftrag
Die mit der Regierung Somalias und der Mission der Afrikanischen Union in Somalia (AMISOM) zusammenarbeitende EUTM Somalia berät das somalische Verteidigungsministerium und den Generalstab, führt Ausbildungsunterstützung (Mentoring) und Spezialistenausbildung durch. Lehrinhalte sind unter anderem Menschen- und Flüchtlingsrecht sowie der Schutz von Zivilisten.

## Struktur
Die Mission ist stationiert in Mogadischu, der Hauptstadt Somalias. Die Truppenstärke beträgt ca. 125 Soldaten. Geführt wird EUTM Somalia derzeit durch den italienischen Brigadegeneral Maurizio Morena.
In Brüssel ist eine Unterstützungszelle eingerichtet. Die Durchführung der Mission überwacht der Militärausschuss der Europäischen Union. Bis zu 20 Bundeswehrsoldaten sind vor Ort und unterstützen bei der Ausbildung.

Einsatzmedaille der Europäischen Union

Bandschnalle der Bundeswehr zur Mission

| Kommandeur                       | Nation  | Zeitraum                             |
| -------------------------------- | ------- | ------------------------------------ |
| Brigadegeneral Fabiano Zinzone   | Italien | seit 9. August 2020                  |
| Brigadegeneral Antonello De Sio  | Italien | 8. August 2019 bis 9. August 2020    |
| Brigadegeneral Matteo Spreafico  | Italien | 16. Juli 2018 bis 8. August 2019     |
| Brigadegeneral Pietro Addis      | Italien | 1. Juli 2017 bis 16. Juli 2018       |
| Brigadegeneral Maurizio Morena   | Italien | 21. März 2016 bis 1. Juli 2017       |
| Brigadegeneral Antonio Maggi     | Italien | 8. März 2015 bis 21. März 2016       |
| Brigadegeneral Massimo Mingiardi | Italien | 14. Februar 2014 bis 8. März 2015    |
| Brigadegeneral Gerald Aherne     | Irland  | 28. Januar 2013 bis 14. Februar 2014 |
| Oberst Michael Beary             | Irland  | 8. August 2011 bis 28. Januar 2013   |
| Oberst Ricardo González Elul     | Spanien | 2010 bis 8. August 2011              |

## Weitere Friedensmissionen in Somalia
Neben EUTM Somalia sind derzeit auch folgende Missionen vor Ort aktiv:
- EUCAP Somalia – eine zivile, nicht-exekutive Aufbau- und Ausbildungsmission der EU
- EU NAVFOR Somalia – eine militärische, exekutive Mission der EU im Golf von Aden
- AMISOM – eine militärische, exekutive Friedensmission der Afrikanischen Union
- UNSOM – eine politische Unterstützungsmission der UN.